# Cessenon-sur-Orb
Cessenon-sur-Orb este o comună în departamentul Hérault din sudul Franței. În 2009 avea o populație de 2.034 de locuitori.

## Evoluția populației
| An        | 1975  | 1982  | 1990  | 1999  | 2006  | 2009  |
| --------- | ----- | ----- | ----- | ----- | ----- | ----- |
| Populație | 1.736 | 1.680 | 1.602 | 1.730 | 1.952 | 2.034 |